# Ophiacantha levis
Ophiacantha levis är en ormstjärneart som först beskrevs av Jean Baptiste François René Koehler 1914.  Ophiacantha levis ingår i släktet Ophiacantha och familjen knotterormstjärnor. Inga underarter finns listade i Catalogue of Life.